# Tunne Kelam

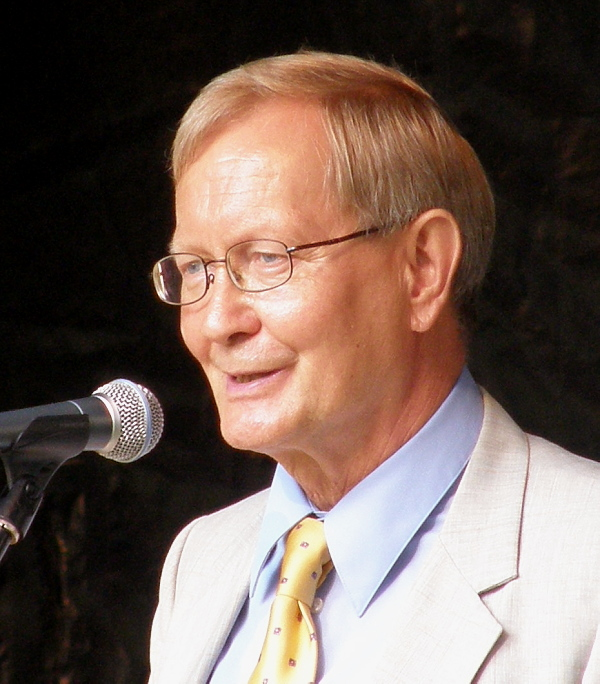
Tunne Kelam (2007)

Tunne Kelam (n. 10 iulie 1936) este un om politic eston, membru al Parlamentului European în perioada 2004-2009 din partea Estoniei.
1. ↑  „Tunne Kelam”, Gemeinsame Normdatei, accesat în 6 mai 2014
2. ↑  Deputații în Parlamentul European
3. 1 2 3 4   http://www.assembly.coe.int/nw/xml/AssemblyList/MP-Details-EN.asp?MemberID=3243 Lipsește sau este vid: |title= (ajutor)
4. 1 2   https://www.riigikogu.ee/tutvustus-ja-ajalugu/riigikogu-ajalugu/xiii-riigikogu-koosseis/juhatus-ja-liikmed/ Lipsește sau este vid: |title= (ajutor)